# Hyalyris leptalina
Hyaliris leptalina é uma borboleta neotropical da família dos ninfalídeos (Nymphalidae), subfamília dos itomiíneos (Ithomiinae). É endêmica do Brasil. Originalmente ocorria no Rio de Janeiro, Espírito Santo e Minas Gerais, mas hoje está restrita a algumas pequenas colônias no Espírito Santo (baixo Guandu) e Minas Gerais (Itueta). Sua subespécie do Rio de Janeiro não é avistada há mais de 50 anos. Ocorre em altitudes baixas e médias (de 0 a 400 metros), voando em bolsões junto de outros itomiíneos. Seus imaturos e planta hospedeira são desconhecidas. Está sujeita à degradação e perda de habitat por ações antrópicas. Consta como vulnerável na Lista de Espécies da Fauna Ameaçadas do Espírito Santo; e na Lista de Espécies Ameaçadas de Extinção da Fauna do Estado de Minas Gerais de 2010 e o Instituto Chico Mendes de Conservação da Biodiversidade (ICMBio) a avalia como ameaçada. Em 2018, foi classificada como possivelmente extinta na Lista das Espécies da Fauna Ameaçadas de Extinção no Estado do Rio de Janeiro.